# The Legend of Zelda: Symphony of the Goddesses
Tournées par
The Legend of Zelda: 25th Anniversary Symphony
(2011)
The Legend of Zelda: Symphony of the Goddesses (littéralement « La légende de Zelda : La symphonie des déesses ») est une tournée musicale basée sur la série de jeux vidéo The Legend of Zelda et produite par Jeron Moore.

## Développement
Le 7 juin 2011, lors de l'E3 2011, les productions Jason Michael Paul Productions ont réalisé une ouverture de quatre minutes couvrant les 25 ans de Zelda en musique accompagnée d'images à partir des mêmes périodes. Après cette performance, Shigeru Miyamoto a annoncé qu'un CD orchestral accompagnerait la sortie de The Legend of Zelda: Skyward Sword. Un concert anniversaire des 25 ans a été réalisé à Tokyo, Los Angeles et Londres.
Depuis l'évolution de la série des concerts du 25e anniversaire, la série de concerts Symphony of the Goddesses a débuté en janvier 2012 à Dallas à travers les États-Unis et le Canada. Une deuxième saison, connue sous le nom de The Second Quest (La seconde quête), débute en 2013 à travers le monde. Le 2 décembre 2014, une troisième saison nommée Master Quest est annoncée pour 2015,. Celle-ci est ensuite prolongée jusqu'en 2016.

## Programme
1. Overture

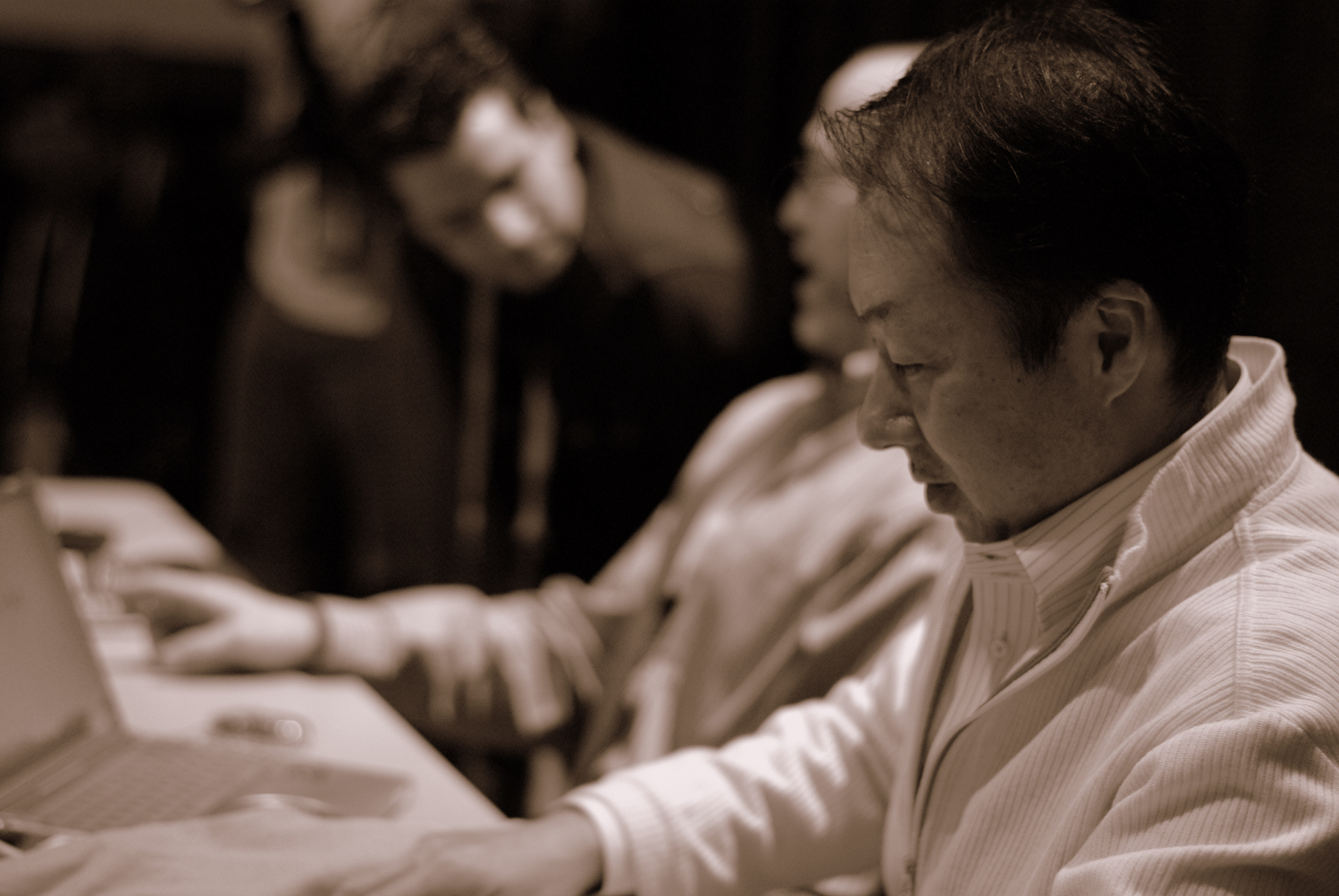
Koji Kondo, le compositeur.

2. Prelude ~ The Creation of Hyrule
3. Movement I: Ocarina of Time
4. Movement II: The Wind Waker
5. Fairy Fountain
6. Movement III: Twilight Princess
7. Movement IV: A Link to the Past
8. Gerudo Valley
9. Ballad of the Wind Fish

## Tournée

### Première visite
| Date              | Lieu                        |
| ----------------- | --------------------------- |
| 10 janvier 2012   | Dallas, États-Unis          |
| 14 mars 2012      | Vancouver, Canada           |
| 26 mars 2012      | Seattle, États-Unis         |
| 28 mars 2012      | San Francisco, États-Unis   |
| 7 avril 2012      | Denver, États-Unis          |
| 20 avril 2012     | Phoenix, États-Unis         |
| 21 avril 2012     | Phoenix, États-Unis         |
| 12 mai 2012       | Atlanta, États-Unis         |
| 31 mai 2012       | Montréal, Canada            |
| 6 juin 2012       | Los Angeles, États-Unis     |
| 22 juin 2012      | Austin, États-Unis          |
| 6 juillet 2012    | Houston, États-Unis         |
| 7 juillet 2012    | Houston, États-Unis         |
| 12 juillet 2012   | San Diego, États-Unis       |
| 14 juillet 2012   | Orlando, États-Unis         |
| 25 juillet 2012   | Philadelphie, États-Unis    |
| 26 juillet 2012   | Vienna, États-Unis          |
| 15 septembre 2012 | Toronto, Canada             |
| 22 septembre 2012 | Minneapolis, États-Unis     |
| 18 octobre 2012   | Boston, États-Unis          |
| 25 octobre 2012   | Chicago, États-Unis         |
| 28 novembre 2012  | New York, États-Unis        |
| 8 décembre 2012   | West Palm Beach, États-Unis |
| 9 décembre 2012   | Miami, États-Unis           |
| 14 décembre 2012  | San José, États-Unis        |
| 26 janvier 2013   | Milwaukee, États-Unis       |

### Deuxième visite
| Date               | Lieu                     | Réf.   |
| ------------------ | ------------------------ | ------ |
| 1er-2 février 2013 | Sydney, Australie        | [ 4 ]  |
| 16 mars 2013       | Portland, États-Unis     | [ 5 ]  |
| 23 mai 2013        | Londres, Royaume-Uni     | [ 6 ]  |
| 25 mai 2013        | Paris, France            | [ 7 ]  |
| 28 mai 2013        | Berlin, Allemagne        | [ 8 ]  |
| 14 juin 2013       | Montréal, Canada         | [ 9 ]  |
| 25 juillet 2013    | Philadelphie, États-Unis |        |
| 27 juillet 2013    | Baltimore, États-Unis    |        |
| 9 août 2013        | Newark, États-Unis       |        |
| 10 août 2013       | Newark, États-Unis       |        |
| 3 septembre 2013   | Mexico, Mexique          | [ 10 ] |
| 7 septembre 2013   | Toronto, Canada          |        |
| 12 septembre 2013  | Seattle, États-Unis      |        |
| 19 octobre 2013    | Grand Rapids, États-Unis |        |
| 14 décembre 2013   | San José, États-Unis     |        |

### Troisième visite
| Date              | Lieu                            |
| ----------------- | ------------------------------- |
| 21 janvier 2015   | Nashville, États-Unis           |
| 22 janvier 2015   | Nashville, États-Unis           |
| 30 janvier 2015   | Honolulu, États-Unis            |
| 7 février 2015    | Tokyo, Japon                    |
| 27 février 2015   | Boston, États-Unis              |
| 2 mars 2015       | Seattle, États-Unis             |
| 6 mars 2015       | Monterrey, Mexique              |
| 8 mars 2015       | Mexico, Mexique                 |
| 20 mars 2015      | Toronto, États-Unis             |
| 16 avril 2015     | Stockholm, Suède                |
| 17 avril 2015     | Londres, Royaume-Uni            |
| 19 avril 2015     | Düsseldorf, Allemagne           |
| 23 avril 2015     | Paris, France                   |
| 24 avril 2015     | Milan, Italie                   |
| 30 avril 2015     | Atlanta, États-Unis             |
| 20 mai 2015       | Edmonton, Canada                |
| 22 mai 2015       | Vancouver, Canada               |
| 23 mai 2015       | Calgary, Canada                 |
| 30 mai 2015       | Montréal, Canada                |
| 12 juin 2015      | Las Vegas, États-Unis           |
| 14 juin 2015      | Los Angeles, États-Unis         |
| 20 juin 2015      | Austin, États-Unis              |
| 29 août 2015      | San Francisco, États-Unis       |
| 15 octobre 2015   | Salt Lake City, États-Unis      |
| 21 octobre 2015   | Houston, États-Unis             |
| 22 octobre 2015   | Houston, États-Unis             |
| 24 octobre 2015   | Dallas, États-Unis              |
| 25 octobre 2015   | Portland, États-Unis            |
| 8 novembre 2015   | Hambourg, Allemagne             |
| 11 novembre 2015  | Amsterdam, Pays-Bas             |
| 12 novembre 2015  | Bruxelles, Belgique             |
| 13 novembre 2015  | Madrid, Espagne                 |
| 14 novembre 2015  | Barcelone, Espagne              |
| 15 novembre 2015  | Rome, Italie                    |
| 21 novembre 2015  | Zurich, Suisse                  |
| 22 novembre 2015  | Dublin, Irlande                 |
| 5 décembre 2015   | San José, États-Unis            |
| 21 janvier 2016   | Nashville, États-Unis           |
| 22 janvier 2016   | Nashville, États-Unis           |
| 23 février 2016   | Boston, États-Unis              |
| 8 mars 2016       | Costa Mesa, États-Unis          |
| 19 mars 2016      | Toronto, Canada                 |
| 24 mars 2016      | Jacksonville, États-Unis        |
| 26 mars 2016      | Kansas City, États-Unis         |
| 31 mars 2016      | Memphis, États-Unis             |
| 1er avril 2016    | La Nouvelle-Orléans, États-Unis |
| 3 avril 2016      | Columbus, États-Unis            |
| 8 avril 2016      | Charlottesville, États-Unis     |
| 23 avril 2016     | Londres, Angleterre             |
| 11 mai 2016       | Guadalajara, Mexique            |
| 13 mai 2016       | Monterrey, Mexique              |
| 15 mai 2016       | Mexico, Mexique                 |
| 21 mai 2016       | San Antonio, États-Unis         |
| 13 juin 2016      | Los Angeles, États-Unis         |
| 23 juin 2016      | Austin, États-Unis              |
| 25 juin 2016      | Montréal, Canada                |
| 21 août 2016      | San Francisco, États-Unis       |
| 10 septembre 2016 | Atlanta, États-Unis             |
| 21 septembre 2016 | Edmonton, Canada                |
| 23 septembre 2016 | Vancouver, Canada               |
| 8 octobre 2016    | Paris, France                   |
| 14 octobre 2016   | Lisbonne, Portugal              |
| 15 octobre 2016   | Essen, Allemagne                |
| 12 novembre 2016  | Chicago, États-Unis             |